# Manuel Mayol Rubio
Manuel Mayol Rubio (Jerez de la Frontera, 9 de abril de 1865-Cádiz, 29 de marzo de 1929) fue un dibujante y pintor español, conocido como Heráclito o por su apellido Mayol. 

## Biografía
Nacido en la ciudad andaluza de Jerez de la Frontera el 9 de abril de 1865, en 1888 se radicó en Buenos Aires, donde colaboró en el semanario satírico Don Quijote utilizando el seudónimo de «Heráclito». En Argentina fue también cofundador y dibujante principal de Caras y Caretas y Fray Mocho, además de fundar en 1916 la revista Plus Ultra. Regresó a Cádiz en plena madurez y realizó retratos femeninos y paisajes coloristas, de estilo muy personal. Falleció en esta ciudad el 29 de marzo de 1929.
A propuesta de José Luis Jiménez García, presidente del Cine-Club Popular de Jerez, una calle de Jerez de la Frontera lleva su nombre desde el año 2017.